# Oglasa ochreobrunneata
Oglasa ochreobrunneata är en fjärilsart som beskrevs av Pierre E.L. Viette 1956. Oglasa ochreobrunneata ingår i släktet Oglasa och familjen nattflyn. Inga underarter finns listade i Catalogue of Life.